# روبيان أوروبي
الروبيان الأوروبي أو الروبيان العادي أو الروبيان البني أو الروبيان الخليج أو الروبيان الرمل (الاسم العلمي Crangon crangon)،
هو أحد الأنواع المهمة تجاريًا من الروبيان، ينتشر في جنوب بحر الشمال، يتواجد أيضًا في البحر الايرلندي وبحر البلطيق والبحر الأبيض المتوسط والبحر الأسود، وكذلك قبالة الكثير من الدول الاسكندنافية وأجزاء من ساحل المغرب الأطلسي.
يهاجر في الصيف إلى مصبات الأنهار ليتغذى وتضع الأناث بيوضها.